# Evangelische Kirche Massenheim (Bad Vilbel)

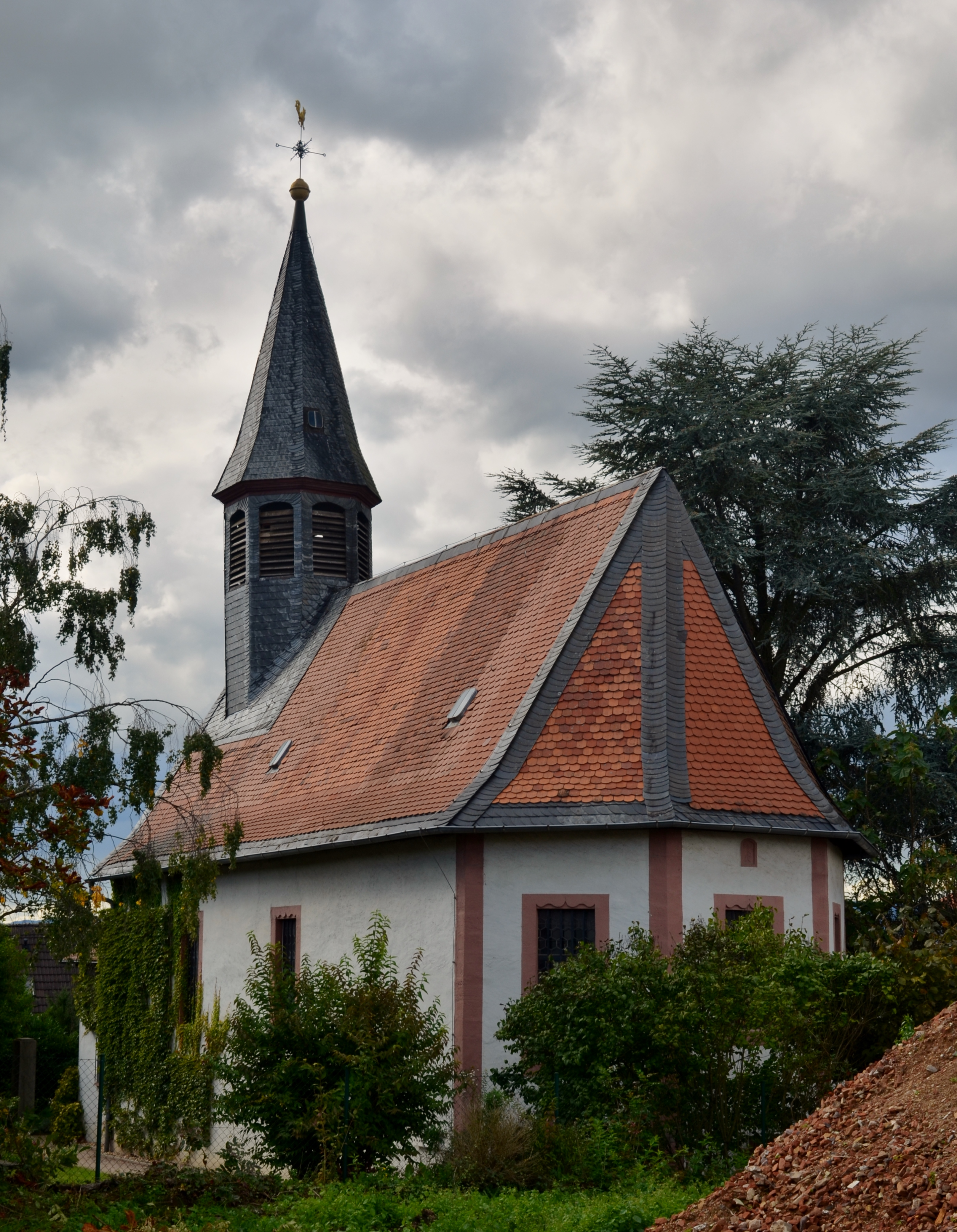
Evangelische Kirche Massenheim

Die Evangelische Kirche Massenheim ist ein denkmalgeschütztes Kirchengebäude in Massenheim, einem Stadtteil von Bad Vilbel im Wetteraukreis in Hessen. Die Kirchengemeinde gehört zum Dekanat Wetterau der Propstei Oberhessen der Evangelischen Kirche in Hessen und Nassau (EKHN).

## Beschreibung
1298 wird erstmals eine Kapelle urkundlich erwähnt. In den ersten Jahren des Dreißigjährigen Krieges wurde sie zerstört. Bis 1625 wurde als Ersatz die Saalkirche in der heutigen Form errichtet. Aus dem Satteldach des Kirchenschiffs, das im Osten einen dreiseitigen Schluss hat, erhebt sich im Westen ein achteckiger, mit einem spitzen Helm bedeckter Dachreiter. Hinter dessen Klangarkaden befindet sich der Glockenstuhl, in dem drei Kirchenglocken hängen, die 1908, 1925 und 1975 gegossen wurden.
Die Kanzel und der Pfarrstuhl stammen von 1692. Die Emporen im Kirchenschiff wurden 1843 eingebaut. Die Orgel mit 7 Registern, einem Manual und Pedal wurde 1869 von Adam Karl Bernhard gebaut. Für das Portal auf der Westseite wurde 1985 ein steinerner Anbau errichtet, der den hölzernen ersetzte. Am 16. Juni 2024 erhielt die Kirche den Namen „Friedenskirche“.